# Drahňov
Drahňov (in ungherese Deregnyő, in tedesco Dregenau) è un comune della Slovacchia facente parte del distretto di Michalovce, nella regione di Košice.